# Réserve naturelle des Berlengas
La réserve naturelle des Berlengas, en portugais Reserva Natural das Berlengas, est une réserve naturelle du Portugal s'étendant sur la totalité de l'archipel des Berlengas ainsi que ses eaux environnantes.

## Histoire
La ville de Peniche a montré son intérêt pour que l'archipel des Berlengas soit protégé. En 1982, le Portugal classe une partie de l'archipel en réserve naturelle.
La réserve a obtenu en 2011 le titre de réserve de biosphère par l'UNESCO.